# أدولفو دي كاسترو
أدولفو دي كاسترو (بالإسبانية: Adolfo de Castro) هو مؤرخ وكاتب ومؤلف إسباني، ولد في 1823 في قادس في إسبانيا، وتوفي بنفس المكان في أكتوبر 1898.